# Heinrich Schliemann
Heinrich Schliemann (Neubukow, 6 gennaio 1822 – Napoli, 26 dicembre 1890) è stato un imprenditore e archeologo tedesco.
Divenne una delle figure più importanti per il mondo dell'archeologia per la rilevanza delle scoperte da lui compiute nel XIX secolo. Raggiunse il massimo culto con la scoperta, dopo anni di ricerche e studi, della mitica città di Troia e del cosiddetto tesoro di Priamo.

## Biografia
Heinrich Schliemann nacque a Neubukow il 6 gennaio 1822, nel Granducato di Meclemburgo-Schwerin, quinto dei nove figli del pastore protestante Ernst Schliemann (1780-1870) e di Luise, nata Bürger (1793-1831), figlia del sindaco di Sternberg. Fu originariamente battezzato col nome Julius, ma, in seguito alla morte di un fratello, i genitori gli attribuirono il nome del deceduto.
Fu il padre a trasmettere a Heinrich l'amore per le civiltà passate, leggendo i versi dei poemi omerici e descrivendo le gesta degli eroi antichi della leggendaria città di Troia, fino ad allora ritenuta dagli studiosi solo frutto della fantasia. Nel 1829 gli venne regalato un libro di storia per bambini e, secondo quanto affermato nella sua autobiografia, rimase impressionato da un'illustrazione raffigurante Troia in fiamme e, chiedendo lumi al padre sull'imponenza delle mura, il piccolo Heinrich espresse il desiderio di ritrovarle.

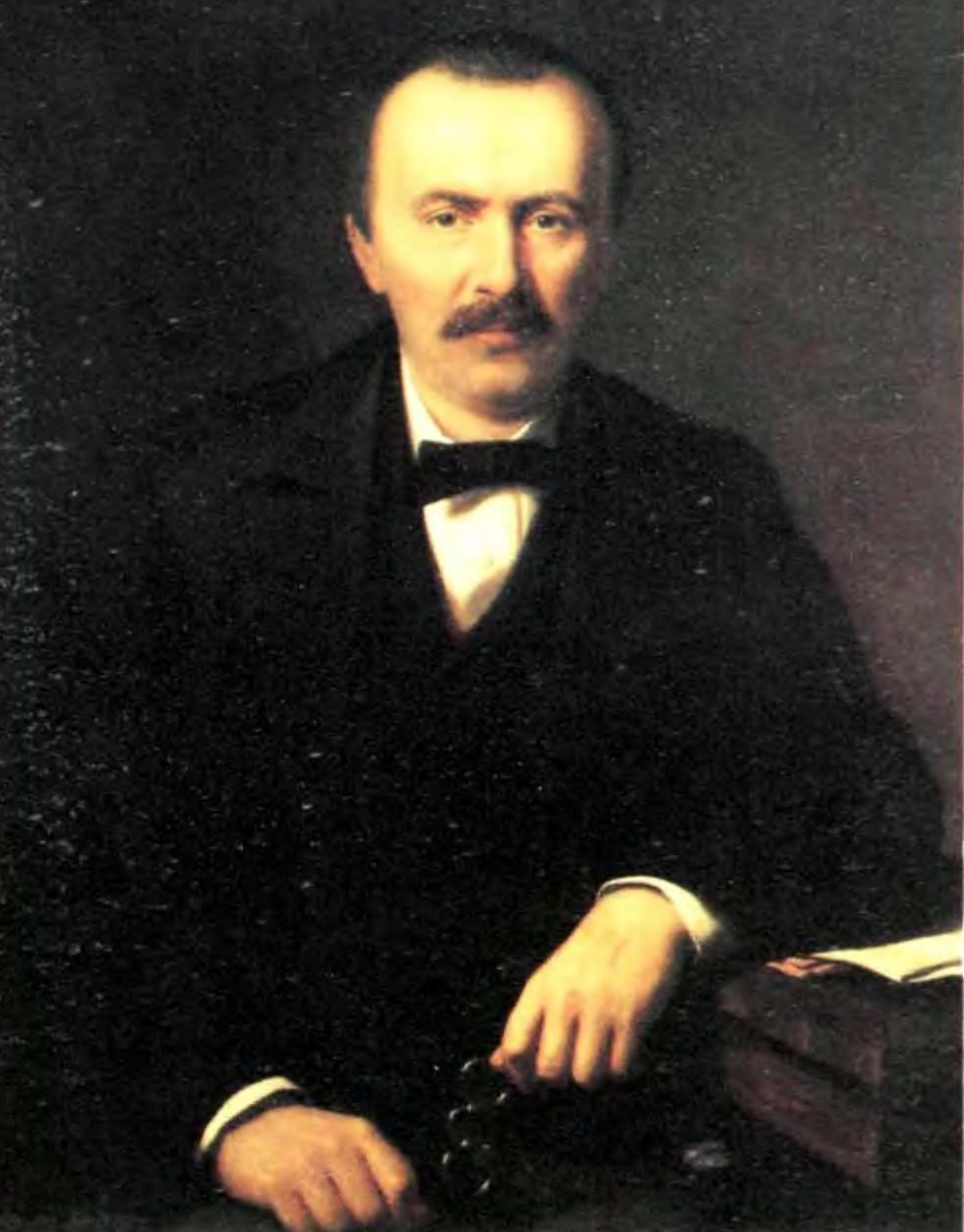
Dipinto raffigurante Schliemann

Heinrich frequentò la scuola elementare nel villaggio di Ankershagen, dove il padre era stato trasferito. A nove anni perse la madre e fu affidato alle cure dello zio paterno, il pastore Friedrich Schliemann, che abitava nei pressi di Grevesmühlen. Lo zio affidò la preparazione per il ginnasio al giovane filologo Carl Andress, che apprezzò i rapidi progressi del giovane Heinrich. Schliemann frequentò solo per pochi mesi il ginnasio di Neustrelitz, poiché fu infatti costretto all'abbandono e al trasferimento alla locale Realschule per la scarsità dei mezzi finanziari paterni.
Nel 1836 abbandonò gli studi e iniziò l'apprendistato presso un piccolo commerciante di Fürstenberg. Dimenticò così tutto quello che aveva imparato fino a quando, sempre secondo quanto narrato nella sua autobiografia, venne colpito dalla bellezza di alcuni versi in greco recitati da un ubriaco, il figlio di un pastore locale espulso dal ginnasio per cattiva condotta e divenuto apprendista di un mugnaio. Schliemann racconta quindi di avere speso gli ultimi centesimi che gli rimanevano per comprare da bere all'uomo, purché ripetesse i versi recitati che lo avevano profondamente colpito, tanto da fargli desiderare di imparare il greco antico. Solo in seguito scoprì che erano versi tratti dall'Iliade e dall'Odissea.
Dopo cinque anni e mezzo dovette interrompere l'apprendistato a causa di un incidente sul lavoro che ne compromise la salute. Nel 1841 si trasferì ad Amburgo ma, indebolito nel fisico e poco avvezzo nella pratica della contabilità e della corrispondenza commerciale, non riuscì a trovare un'occupazione stabile. Decise quindi di emigrare in Venezuela e s'imbarcò su una nave che naufragò sulle coste dell'isola olandese di Texel. Ad Amsterdam lavorò come fattorino e, da autodidatta, imparò l'inglese, il francese, l'italiano e il russo.
Nel 1850 salpò per gli Stati Uniti, dove incominciò ad arricchirsi, prestando denaro ai cercatori d'oro. Subì un processo per frode e quindi tornò a San Pietroburgo, dove qualche anno prima aveva intrapreso la carriera di commerciante.
Nel 1852 sposò Caterina Petrovna Lyschinla, figlia di un avvocato benestante della città russa. La guerra di Crimea, che scoppiò l'anno dopo, gli portò una grande ricchezza: Schliemann rifornì di vettovaglie e materiale bellico le truppe dello zar. Contemporaneamente iniziò a studiare nuove lingue, circa una ventina: all'inizio francese, inglese, spagnolo, ma poi anche altre come arabo ed ebraico, e il greco antico per poter leggere direttamente le imprese degli eroi narrate dal mitico cantore. Schliemann ideò un metodo di studio assai efficace; infatti le prime lingue le studiò in un anno, ma le ultime, come l'arabo, in sole sei settimane.

### La spedizione in Anatolia

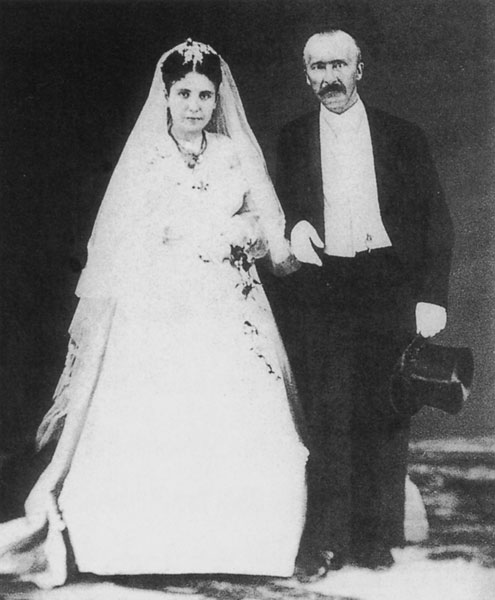
Schliemann con la seconda moglie Sophia

Nel 1868, ritiratosi dagli affari, Schliemann si dedicò alla realizzazione dei suoi sogni, i viaggi e le scoperte archeologiche. Frequentò lezioni alla Sorbona di Parigi, fece un primo viaggio in Grecia seguendo la guida dei poemi omerici, e presentò questo resoconto di viaggio come tesi di laurea a Rostock nel 1869. Il 24 settembre 1869, divorziato dalla moglie russa, si sposò ad Atene con la giovane greca Sophia Engastromenou ed ebbe due figli, Andromaca (1871−1962) e Agamennone (1878−1954). Nel 1870 intraprese un viaggio verso la Cina e il Giappone. Successivamente si trasferì in Italia, in Grecia e infine in Turchia.
Presso la collina di Hissarlik iniziò la ricerca delle mura di Troia con la collaborazione di Frank Calvert, viceconsole britannico proprietario dei terreni, che già aveva ipotizzato di poter trovare le rovine della città presso quel sito. In quell'anno effettuò un primo scavo clandestino, suscitando le ire del governo turco. Nel 1871 ottenne l'autorizzazione a compiere le ricerche in terra turca e organizzò a proprie spese una spedizione archeologica in Anatolia, sulla sponda asiatica dello stretto dei Dardanelli, luogo che la tradizione indicava come possibile sito della città di Troia.
L'archeologo tedesco fermò la propria attenzione sulla collina di Hissarlik, un'altura in posizione favorevole per una roccaforte, dalla quale si poteva dominare tutta la piana circostante. Seguendo le indicazioni e le descrizioni dei testi omerici, il 4 agosto 1872 Schliemann rinvenne vasellame, oggetti domestici, armi e anche le mura e le fondamenta non di una sola città, quella di Priamo, ma di ben altre otto città diverse, costruite l'una sulle rovine dell'altra. I risultati delle ricerche furono resi noti nel 1874 nell'opera Antichità troiane. All'inizio le scoperte furono accolte con scetticismo.
Grazie all'analisi degli oggetti rinvenuti e delle tecniche costruttive utilizzate, gli archeologi che hanno portato a termine il lavoro iniziato da Schliemann hanno potuto datare vari strati e tracciare le piante delle ricostruzioni, in cui si notano i cerchi concentrici delle cinte murarie:
- I strato (3000 a.C.): villaggio dell'età del bronzo antico, con ritrovamenti di utensili in pietra e di abitazioni dalla struttura elementare.
- II strato (2500- 2000 a.C.): piccola città con mura caratterizzate da porte enormi, presenza del megaron (palazzo reale) e case in mattoni crudi che recano segni di distruzione da incendio, che Schliemann suppose potessero riferirsi ai resti della reggia di Priamo, rasa al suolo dagli Achei.
- III - IV - V strato (2000 - 1500 a.C.): tre villaggi distrutti ognuno dopo poco tempo dalla fondazione.
- VI strato (1500 - 1250 a.C.): grande città a pianta ellittica disposta su terrazze ascendenti, fortificata da alte e spesse mura, costituite da enormi blocchi di pietra squadrati e levigati, con torri e porte. La distruzione della città dovrebbe essere avvenuta intorno alla metà del XIII secolo a.C., forse a causa di un terremoto.
- VII strato (1250 - 1200 a.C. ): la città precedente fu immediatamente ricostruita, ma ebbe vita breve. I segni di distruzione da incendio hanno indotto Blegen a identificare questo strato come quello corrispondente alla Troia omerica.
- VIII strato (VII secolo a.C.): colonia greca priva di fortificazioni.
- IX strato (dall'età romana al IV secolo): costruzioni romane edificate sulla sommità spianata della collina e rifacimento.

L'insediamento decadde con la caduta dell'Impero romano d'Occidente.

Nei primi scavi l'archeologo commise gravi errori, demolendo costruzioni e mura che avrebbero permesso di ottenere ulteriori e importanti informazioni, ma la sua opera è ugualmente molto importante, come afferma lo storico tedesco Edward Meyer: 

#### Il tesoro di Priamo

Sophia Schliemann indossa una parte del tesoro di Priamo

Il 15 giugno 1873, ultimo giorno di scavo prima della sospensione dei lavori, Schliemann effettuò una nuova e importantissima scoperta. Alla base delle "mura ciclopiche" del II strato vide qualcosa che attirò la sua attenzione. Allontanati gli operai e aiutato solo dalla moglie Sophia Engastromenou, riportò alla luce un tesoro costituito da migliaia di gioielli d'oro, per la precisione più di 8 700; subito definito da Scliemann come il tesoro di Priamo, che il Re avrebbe nascosto o perduto prima della distruzione della città.
Questo tesoro era stato trovato alla profondità di 10 metri, in un recipiente di rame largo 1 metro e alto 45 cm.
Schliemann riuscì a esportare segretamente il tesoro in Grecia, per questo venne accusato dalla Turchia di esportazione illegale e costretto a pagare un'ingente multa. L'archeologo tuttavia pagò una somma maggiore pur di divenirne il proprietario, quindi decise di donare il tesoro alla Germania, dove questo rimase fino alla seconda guerra mondiale.
Il 6 marzo 1945, Adolf Hitler ordinò che fosse nascosto nelle miniere di sale di Helmstedt, in previsione della sconfitta e per evitare che cadesse in mano ai sovietici. Tuttavia, l'ordine di Hitler non venne eseguito e il tesoro venne trovato dai Sovietici e portato a Mosca.
Poiché negli anni successivi i russi smentirono che questo si trovasse nelle loro mani la sorte del tesoro rimase sconosciuta, non sapendo se esso fosse stato preso dai vincitori oppure fosse andato perduto, sepolto nella Berlino distrutta. La prima conferma ufficiale della presenza del tesoro in Russia si ebbe nel 1993, da parte del ministro della cultura russo, che dichiarò che il tesoro si trovava a Mosca, al Museo Puskin, dal 1945.
Attualmente quattro nazioni si contendono quel tesoro: la Turchia, dove è stato rinvenuto (che tuttavia lo vendette a Schliemann dopo averlo multato), la Grecia, erede della tradizione omerica, la Germania, a cui fu donato dall'archeologo, e la Russia, come bottino di guerra, dove si trova attualmente.

### La spedizione a Micene

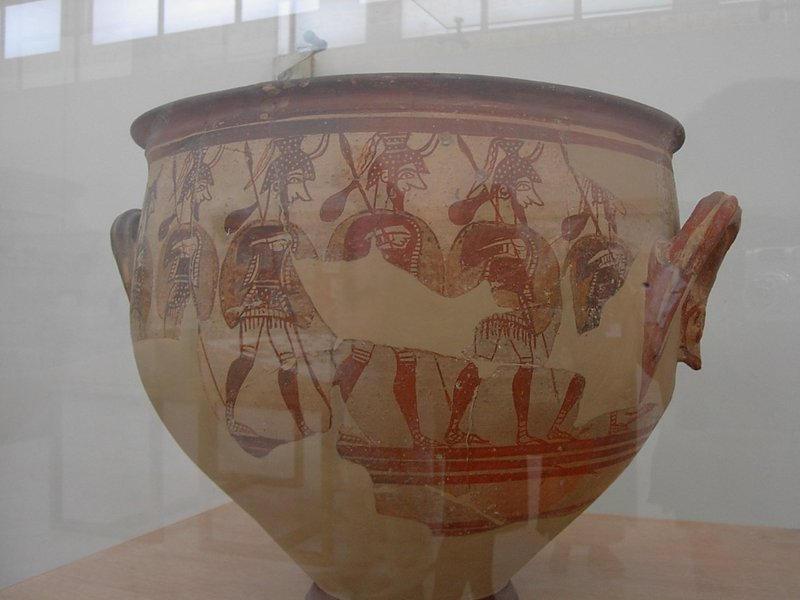
Guerrieri armati da un reperto scoperto da Schliemann a Micene. Il vaso è datato 1200-1100 a.C. ed è conservato al Museo archeologico nazionale di Atene.

Tra il 1874 e il 1876 Schliemann si recò "nella vallata d'Argo che nutre cavalli", a Micene, "ricca d'oro", come viene definita generalmente nei poemi omerici, le cui rovine erano ancora visibili e testimoniavano ai visitatori il ricordo dell'antico splendore. Seguendo le indicazioni del geografo greco Pausania, che intorno all'anno 170 aveva visitato e descritto quei luoghi, Schliemann elaborò l'ipotesi che le tombe dei sovrani della città si trovassero all'interno della cinta muraria.

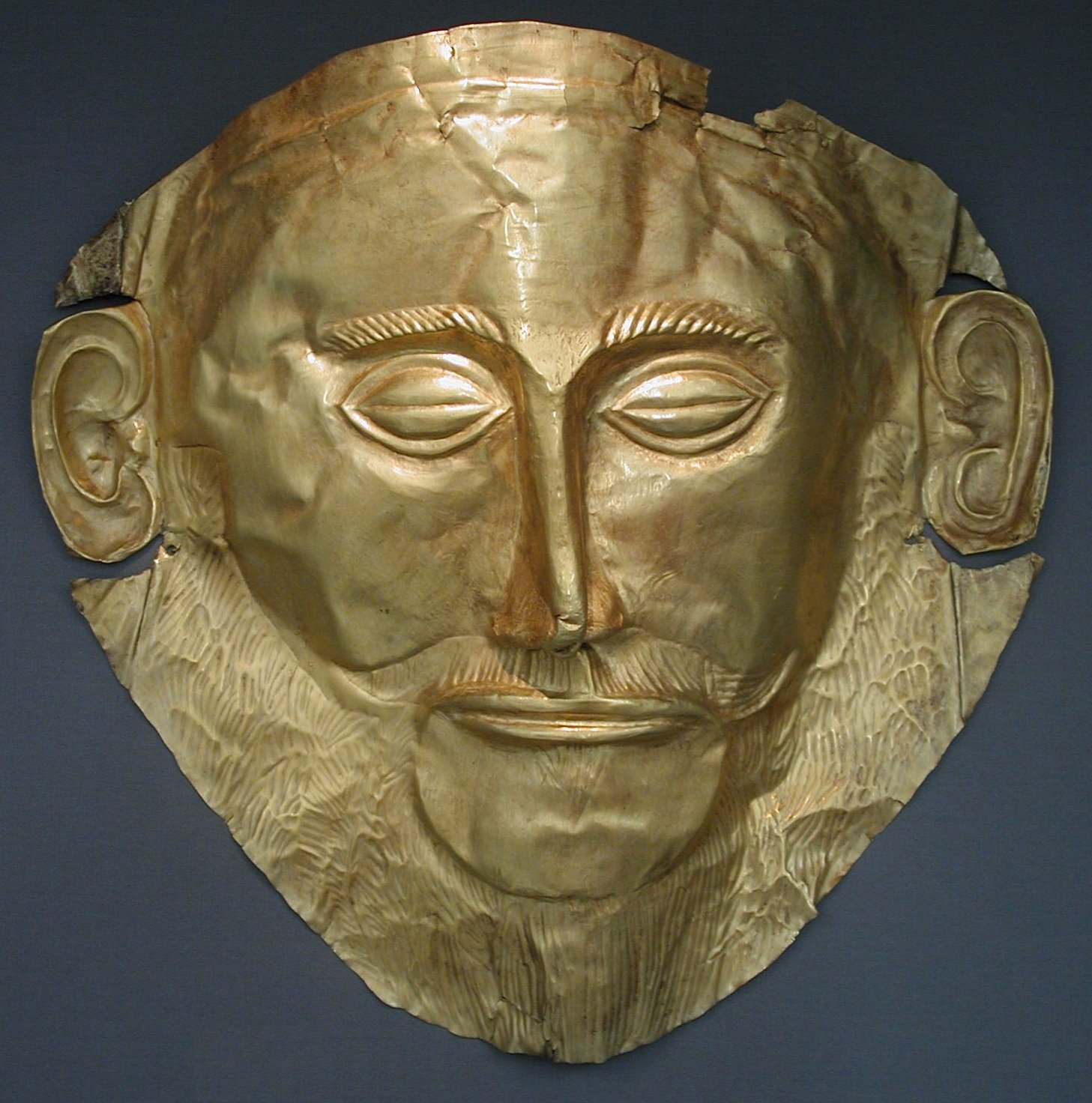
Maschera funeraria conosciuta come la "maschera di Agamennone". Maschera d'oro del XVI secolo a.C. trovata nella tomba V a Micene nel 1876 e conservato al Museo archeologico nazionale di Atene.

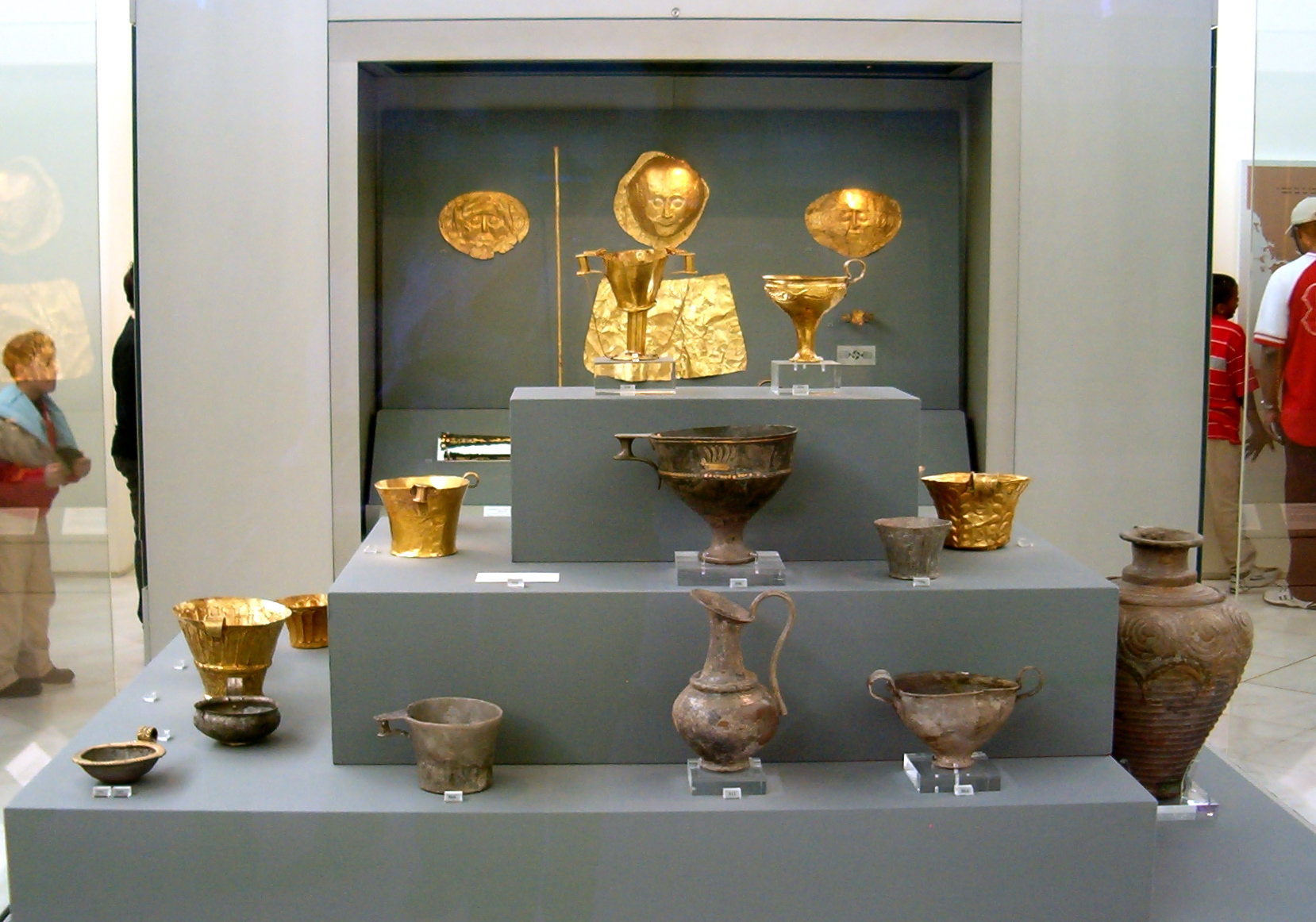
Parte del tesoro delle tombe reali di Micene, museo archeologico nazionale di Atene

Il 7 agosto 1879 iniziò gli scavi e trovò uno spazio circolare individuato come l'agorà di Micene, in cui avvenivano le assemblee dei grandi della città e dove forse si era alzato l'araldo per convocare il popolo, come racconta Euripide nell'Elettra.
Successivamente riportò alla luce una serie di tombe a pozzo e a cupola, che la tradizione attribuisce ai membri della dinastia degli Atridi: Agamennone, Cassandra ed Eurimedonte, e i suoi compagni uccisi dalla regina Clitemnestra e dal suo amante Egisto. Gli scheletri mostravano segni di combustione frettolosa e, secondo l'archeologo, chi aveva sepolto i corpi non aveva permesso al fuoco di bruciarli completamente, con la tipica fretta degli assassini.
Nelle tombe Schliemann trovò inoltre gioielli, armi, utensili, pettorali con cui erano solitamente adornati i morti di stirpe regale, maschere d'oro che conservavano ancora i lineamenti reali e non idealizzati dei defunti. Tra questi credette di individuare il volto del leggendario re Agamennone. Malgrado la maggior parte degli studiosi propenda per la sua autenticità, lo studioso statunitense William M. Calder III negli anni settanta ha messo in dubbio l'originalità della cosiddetta maschera di Agamennone, sostenendo che sarebbe un falso commissionato dallo stesso Schliemann, tesi ribadita in seguito da David A. Traill.

### Ultimi anni

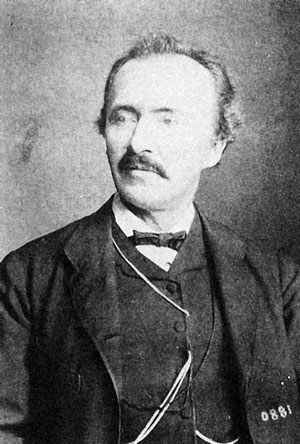
Heinrich Schliemann

Un altro tipo di ricerca, meno noto, a cui Schliemann rivolse i propri interessi, riguardò il continente perduto di Atlantide. Egli infatti, ancora prima di arrivare a scoprire i resti della città di Troia, spinto dalla convinzione della sua esistenza, allora considerata una semplice leggenda, aveva tradotto un geroglifico egizio conservato a San Pietroburgo, nel quale si parlava di un faraone che aveva mandato una spedizione in Occidente a cercare tracce dell'antica terra atlantidea, da cui erano provenuti gli antenati degli Egizi portandone con sé l'ancestrale sapienza. Questa ricerca è stata attribuita a Schliemann da articoli usciti in vari giornali nel 1912 da un sedicente nipote Paul Schleimann, ma la loro attendibilità è stata messa in dubbio e ad oggi non ha credito storico né scientifico.
Schliemann fu colto da un malore a Napoli, il 25 dicembre 1890. Privo di documenti fu riconosciuto da un otorino che lo aveva in cura grazie a un biglietto da visita che Schliemann aveva addosso. Morì il giorno successivo, probabilmente per i postumi di un'operazione recente alle orecchie.
Fu sepolto ad Atene nello stesso mausoleo che in seguito accoglierà le spoglie della moglie e della figlia Andromaca.

## Opere
(parziale)
- Bericht über die Ausgrabungen in Troja in den Jahren 1871 bis 1873, Artemis & Winkler, 2000, ISBN 3-7608-1225-2
- I tesori di Troia - Gli scavi di Schliemann a Troia, Micene e Tirinto, Biblioteca Universale Rizzoli, 1995, ISBN 88-17-11653-X
- Ilios: The City and Country of the Trojans, Ayer Co Publishers Inc, ISBN 0-405-08930-9
- Ithaka, der Peloponnes und Troja: archaologische Forschungen, Giesecke & Devrient, 1869
- Mycenæ: A narrative of researches and discoveries at Mycenæ and Tiryns, Arno Press, New York, ISBN 0-405-09851-0
- Tiryns, Arno Press, New York, ISBN 0-405-09853-7
- Troja, Ayer Co Publishers Inc, ISBN 0-405-09852-9
- Troy and Its Remains: A Narrative Researches and Discoveries Made on the Site of Ilium and in the Trojan Plain, Dover Publications, 1994, ISBN 0-486-28079-9
- La scoperta di Troia, Einaudi, 2006, ISBN 88-06-18339-7